# Schar
De schar (Limanda limanda) is een straalvinnige vis uit de familie van schollen (Pleuronectidae), orde van platvissen (Pleuronectiformes). De vis kan maximaal 40 centimeter lang en 1000 gram zwaar worden. De hoogst geregistreerde leeftijd is 12 jaar.

## Leefomgeving
De schar is een zoutwatervis. De soort komt voor in gematigde wateren in het noordoosten van de Atlantische Oceaan, op een diepte van 10 tot 150 meter.

## Relatie tot de mens
De schar is voor de visserij van aanzienlijk commercieel belang. De vis is populair bij zeevissers die vanaf het strand vissen. Ze hebben een voorkeur voor vis als aas, maar worden ook aan zeepier gevangen. Ze komen voor in wat dieper water dan de bot.